# Дети небес
«Дети небес» (перс. بچه‌های آسمان) — кинофильм иранского режиссёра Маджида Маджиди, снятый в 1997 году.

## Сюжет
Третьеклассник Али, забрав из починки туфли своей сестры Захры, по дороге домой случайно их теряет. Что же делать? Ведь сестра не сможет пойти в школу. Семья, еле сводящая концы с концами из-за болезни матери и полагающаяся исключительно на заработок отца, не может себе позволить новую обувь. Али договаривается с Захрой, что они будут носить его кеды по очереди: у Захры занятия по утрам, а у него — позже. Но в таком случае, чтобы успеть, надо бежать в школу со всех ног. 

## В ролях
- Мохаммад Амир Наджи — отец Али
- Амир Фарох Хашемян — Али
- Бахаре Саддики — Захра
- Нафисе Джафар-Мохаммади — Роя
- Фереште Сарабанди — мать Али
- Бехзад Рафи — тренер
- Дариуш Мохтари — учитель Али
- Мохаммад-Хасан Хоссейнян — отец Рои

## Награды и номинации

### Номинации
- 1999 — Премия «Оскар»
  - Лучший фильм на иностранном языке